# Cotechino Modena

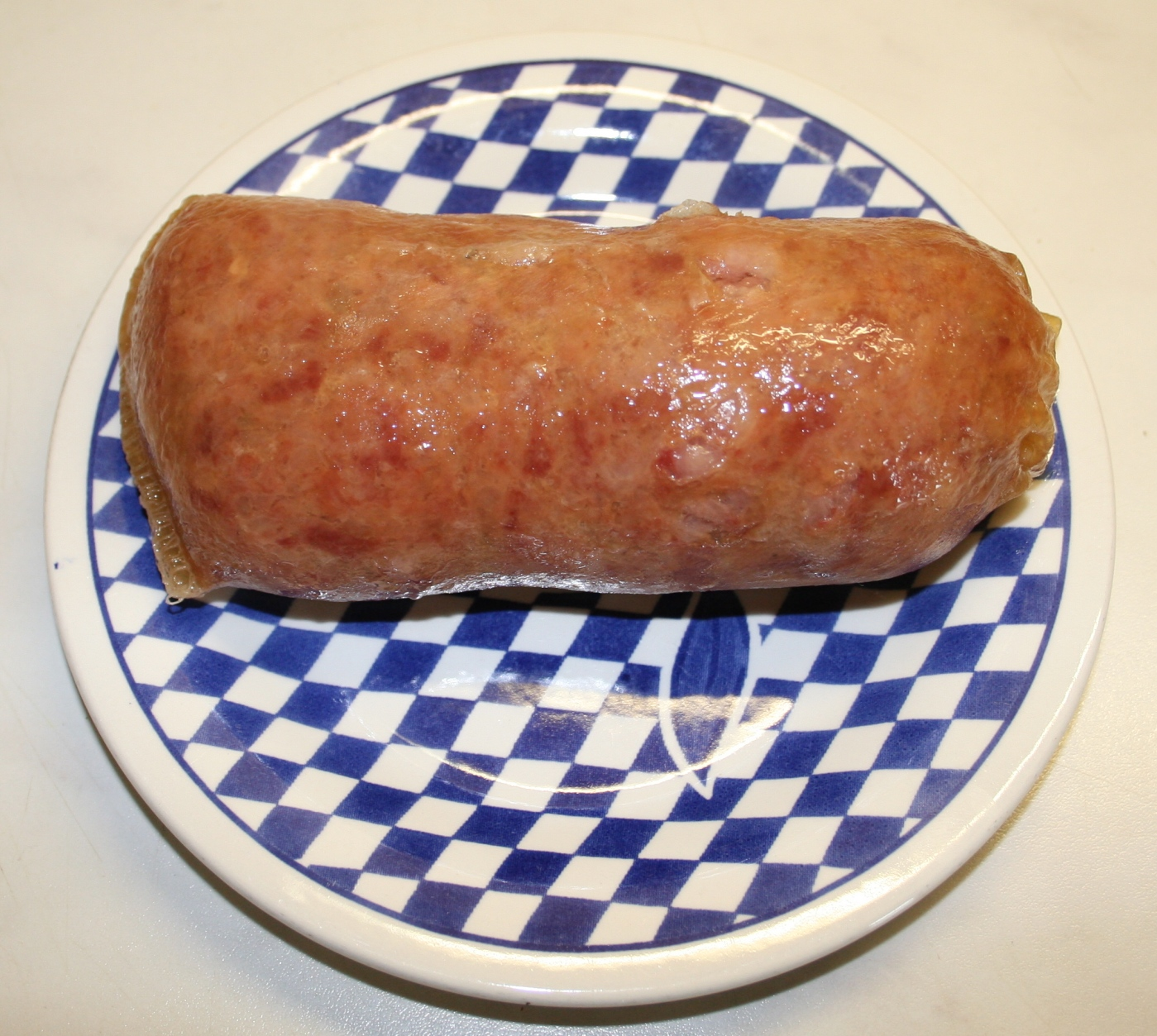
Cotechino Modena

Cotechino Modena eller Cotechino di Modena är en typ av korv från Modena, Italien. En närrelaterad korvsort är Zampone Modena. Båda korvsorterna har blivit registrerade på SUB (Skyddad ursprungsbeteckning). Den görs på fläsk och stoppas ibland i skinn från en grisfot. Konsistensen är hård och färgen rosa till röd. 
Den första Cotechino di Modena ska enligt traditionen ha tillverkats på 1500-talet i Mirandola. I Castelnuovo Rangone tillverkade man år 2006 enligt Guinness rekordbok världens största Cotechino di Modena. Den vägde 751 kilo.

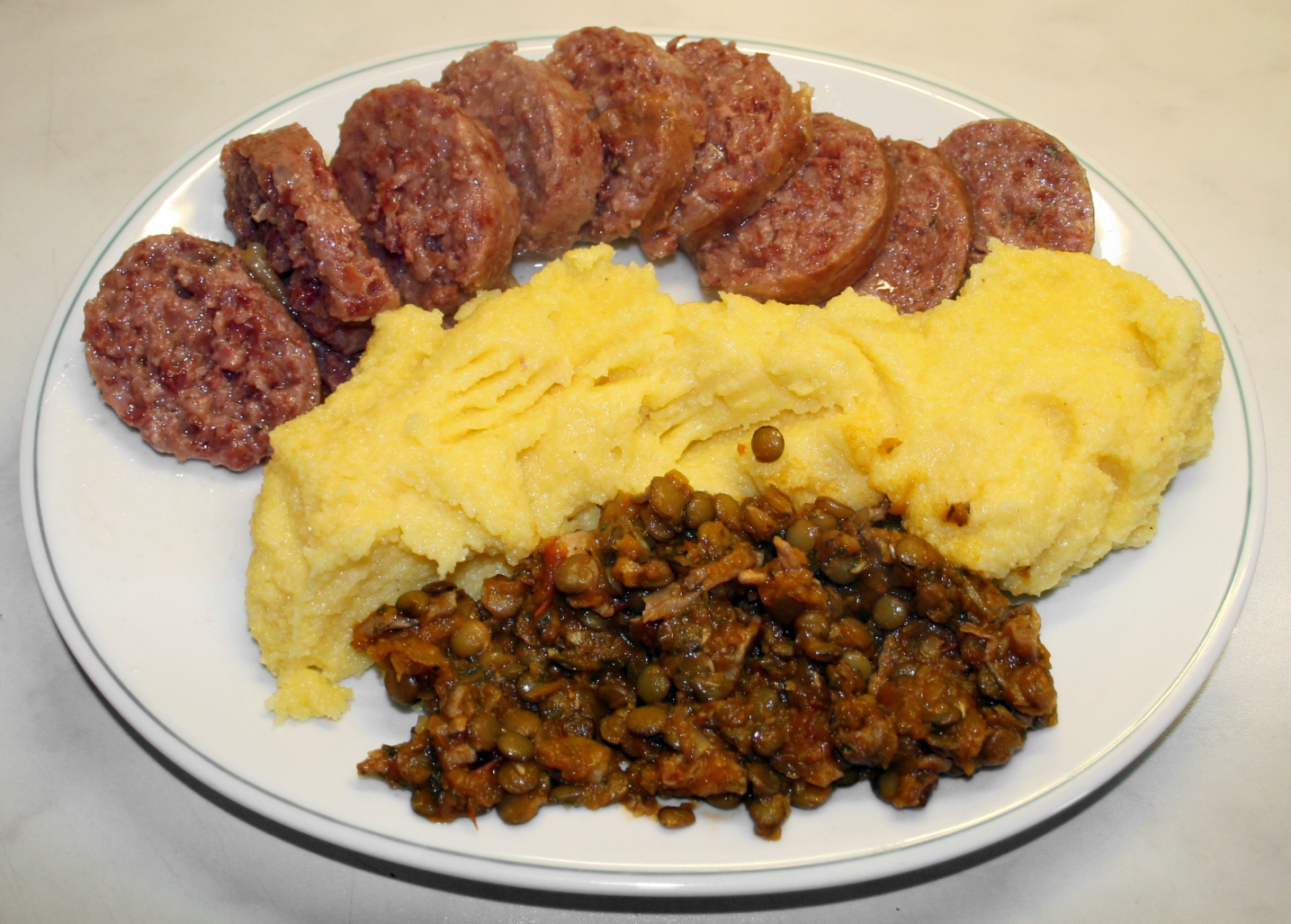
Cotechino Modena serveras ofta med polenta och linser.